# 中国—智利关系
中华人民共和国—智利关系（西班牙語：Relaciones entre la China y Chile）是指中华人民共和国與智利之間的外交關係，兩國於1970年12月15日建交，此后双边关系友好顺利发展。兩國關係建基於實用主義和不干預政策。中國支持智利對南極的主權，而智利則以批准中國在智利聲稱擁有主權的南極土地上建立長城站。

## 政治交流

### 歷史

绿色国家表示在1971年的投票中支持中华人民共和国恢复在联合国的合法席次，即《联合国大会2758号决议》，智利投下赞成票。

早在19世纪初智利独立后，智利最高统帅贝尔纳多·奥希金斯就开启了智利与清帝国的贸易往来，鸦片战争后，清帝国实行五口通商，并割让香港岛予大英帝国，智利也得以在香港、广州设立名誉领事馆，以加强双边贸易关系。:45
1888年，清帝国游历使傅云龙考察拉丁美洲各国，期间访问智利，并得到了智利总统巴尔马塞达的接见，不过智利直到清朝灭亡都没有与之建立邦交，也没有签署任何官方协议。在宣统年间，清政府曾向智利要求派遣使节，但因为中国政局动荡，并未付诸实践。1915年，中华民国与智利在英国签署协议，建立公使级外交关系，1949年国府迁台后，智利继续与中华民国维持外交关系:46。1952年，卡洛斯·伊瓦涅斯·德尔坎波出任智利总统后，开始改善与中华人民共和国的外交关系。
中华人民共和国和智利於萨尔瓦多·阿连德1970年上台後不久建交，智利因此而成為首個承認中華人民共和國的南美洲國家。随后在联合国大会第1976次会议上，智利支持中华人民共和国加入联合国。
1973年智利發生政變推翻阿连德政權，中國是唯二（連同羅馬尼亞）沒有與奥古斯托·皮诺切特新政權斷交的共產主義國家，而後者仍然接受一個中國政策。因此，中國沒有召回駐智利大使，而是以皮諾契特批准的大使取代阿葉德的大使。
冷戰和皮諾契特政權於1990年倒台後，雙邊關係得到了一定的改善發展，透过民主选举上台的新智利政府追求自由貿易，並支持中國參與世界貿易組織。
2015年5月，中国国务院总理李克强访问智利。
2016年11月，中共中央总书记、中国国家主席习近平对智利进行国事访问，期间签署《中华人民共和国和智利共和国关于建立全面战略伙伴关系的联合声明》。
2019年4月，智利总统塞巴斯蒂安·皮涅拉赴华参加第二届“一带一路”国际合作高峰论坛并进行国事访问，会见了中共中央总书记、中国国家主席习近平、国务院总理李克强和全国人大常委会委员长栗战书，并签署了多项双边合作文件。
2020年，智利外交部长表示，中智两国在捍卫多边主义、促进自由贸易和基于明确和透明的规则解决冲突等优先问题上立场相近。

### 外交代表機構
- 中国在聖地牙哥設有大使館，並在伊基克設有總領事館。
- 智利在北京設有大使館，並在上海、廣州、成都和香港特別行政區設有總領事館[18]。

## 经济
智利支持中国加入世界贸易组织，于2004年承认中国市场经济地位，并于2005年与中国签订自由贸易协定，也是第一个与中国签署自由贸易协定的非东盟国家。
2018年，中智贸易额达到427亿美元，占智利外贸总额的30%以上。中国是智利最大的贸易伙伴。其中智利铜矿对中国出口额达到200亿美元，中国是智利铜矿最大的出口国。智利农产品对中国出口额达到47.1亿美元，其中智利车厘子在华销售额增速很快。肉类、葡萄酒和渔业产品对华出口也有较快增长。
中国也是智利林业产品的第一大出口国，出口额达到18.27亿元，占比32.3%。
2019年4月，智利众议院通过决议，基于中智贸易迅速发展和中国在拉丁美洲投资逐年增加的背景，要求总统塞巴斯蒂安·皮涅拉在互通互联和基础设施建设方面，同中国加强合作，尤其是铁路、港口桥梁和太平洋海底光缆等方面。
| 年份   | 中国向智利出口 | 中国自智利进口 | 双边贸易总额 | 中国贸易逆差 |
| ------ | -------------- | -------------- | ------------ | ------------ |
| 2015年 | 132.91         | 185.94         | 318.85       | 53.03        |
| 2016年 | 128.02         | 184.87         | 312.89       | 56.85        |
| 2017年 | 144.13         | 209.82         | 353.95       | 65.68        |
| 2018年 | 158.76         | 268.74         | 427.50       | 109.98       |
| 2019年 | 147.06         | 262.34         | 409.40       | 115.28       |
| 2020年 | 153.39         | 287.49         | 440.88       | 134.09       |

### 投资
2019年，中国对智利投资48.5亿美元，是智利第一大外资来源国。

## 司法
2015年中国和智利在智利首都圣地亚哥签署《中华人民共和国和智利共和国引渡条约》，2022年2月26日起正式生效。

## 交通

### 航空
客运方面，中智之间尚无直达航班，可经过奥克兰、巴黎、法兰克福或纽约等地转机。货运方面，樱桃旺季时会开通运输直航包机。

### 海运
1995年11月，中国和智利签署了《中国-智利海运协定》。

## 协定
| 签订日期       | 名称 | 备注   |
| -------------- | --- | ------ |
| 1971年4月20日  | 《中智两国政府贸易协定》 |        |
| 1994年3月      | 《中国-智利鼓励和相互保护投资协定》 |        |
| 1995年11月     | 《中国-智利海运协定》 |        |
| 1999年11月     | 《中智WTO市场准入协议》 |        |
| 2004年11月     | 《铜资源开发合作谅解备忘录》 |        |
| 2004年11月18日 | 《中华人民共和国国家质量监督检验检疫总局和智利共和国农业部关于中国和智利进出口禽肉的卫生要求议定书》                                           |        |
| 2005年5月30日  | 《中智企业家委员会议定书》 |        |
| 2005年5月31日  | 《铜资源开发合作协议》 |        |
| 2005年11月18日 | 《中华人民共和国政府和智利共和国政府自由贸易协定》                                                                                             |        |
| 2006年9月6日   | 《中华人民共和国商务部和智利共和国矿业部合作谅解备忘录》、《中华人民共和国商务部投资促进事务局与智利外国投资委员会双向投资促进合作谅解备忘录》 |        |
| 2008年4月13日  | 《中智自由贸易协定关于服务贸易的补充协定》 |        |
| 2012年9月9日   | 《中智自由贸易协定关于投资的补充协定》 |        |
| 2015年5月25日  | 《中华人民共和国政府和智利共和国政府对所得避免双重征税和防止逃避税的协定》及议定书                                                             |        |
| 2016年11月22日 | 《中华人民共和国和智利共和国关于建立全面战略伙伴关系的联合声明》                                                                               | [ 14 ] |
| 2017年11月11日 | 《中智自由贸易协定升级议定书》 | [ 24 ] |

## 外部連結
- 中華人民共和國駐智利共和國大使館官方網站（简体中文）（西班牙文）
  - 中華人民共和國駐智利共和國大使館經濟商務處官方網站（简体中文）
- 中华人民共和国驻伊基克总领事馆官方网站（简体中文）（西班牙文）
- 智利駐華大使館官方網站（西班牙文）（英文）